# Cantó de Chevreuse
El cantó de Chevreuse és un antic cantó francès del departament d'Yvelines, que estava situat al districte de Rambouillet. Comptava amb 13 municipis i el cap era Chevreuse.
Va desaparèixer al 2015 i el seu territori es va dividir entre el cantó de Maurepas i el cantó de Rambouillet.

## Municipis
- Cernay-la-Ville
- Chevreuse
- Choisel
- Dampierre-en-Yvelines
- Lévis-Saint-Nom
- Magny-les-Hameaux
- Le Mesnil-Saint-Denis
- Milon-la-Chapelle
- Saint-Forget
- Saint-Lambert
- Saint-Rémy-lès-Chevreuse
- Senlisse
- Voisins-le-Bretonneux

## Història
| Data d'elecció                           | Identitat         | Partit                             | Qualitat |
| ---------------------------------------- | ----------------- | ---------------------------------- | -------- |
| 1945-1951                                | M. Pluyaud        | PCF                                |          |
| 1951-1967                                | Raymond Berrurier | Divers droite                      |          |
| 1967-1970                                | Rémy Berlemont    | PCF                                |          |
| 1970-2001                                | Claude Dumond     | Divers droite, després UDF-radical |          |
| 2001-                                    | Yves Vandewalle   | Divers droite, després UMP         |          |
| les dades anteriors no són pas conegudes |                   |                                    |          |
|                                          |                   |                                    |          |